# Marcos Gómez
Marcos Gómez (Arboledas, 19 de agosto de 1992) es un actor de teatro y producciones audiovisuales nacido en Arboledas, en Buenos Aires, Argentina. Hizo una aparición en un programa, en la televisión en Colombia.

## Biografía
Desde chico, mostró interés por todo lo referido a la actuación. En el año 2008 comenzó a estudiar teatro con Jorge Fernández en la ciudad de Daireaux, a 45 kilómetros de su pueblo Arboledas. A finales de ese año, es convocado por el canal web MADE IN TV para conducir un especial del unitario web Ojos bien abiertos. Además, presenta una obra teatral en homenaje a Niní Marshall en la ciudad de Daireaux.
En mayo del 2010 graba un nuevo corto llamado La magia del amor junto a Daiana Beratz, producto que se estrenó en diciembre del mismo año.
A principios del 2011, deja su pueblo para irse a vivir a la Ciudad Autónoma de Buenos Aires y empieza a estudiar "Licenciatura en actuación" en el Departamento de Artes Dramáticas de IUNA. A mediados de ese mismo año y durante parte del siguiente año, regresa a trabajar con MADE IN TV en la serie web Malparida, la otra historia (parodia de la exitosa serie argentina) interpretando a Eduardo Uribe, por su parecido a Gabriel Corrado.
En marzo de 2013 y tras varios meses de ensayo, presenta su primer protagónico en teatro con la obra La sentencia del reloj de arena junto a Loïc Lombard y bajo la dirección de Claudio Martini. Tras varios meses de éxito y más de 30 funciones, en diciembre llega a su fin. A mediados de año y hasta finales trabaja como asistente de producción en la obra teatral Las prodigio de Juan Gabriel Miño. En el penúltimo mes del año y después de varios meses de grabaciones se estrena El sacrificio, corto que protagoniza junto a Dalma Aranas para MADE IN TV.
Tras varios meses de ensayo, durante el mes de junio de 2014 actuó en una adaptación de la reconocida obra dramática La cantante calva en el teatro "El ópalo" (Ciudad Autónoma de Buenos Aires), bajo la dirección de Ramiro Cárdenas.
Con un papel protagónico, en octubre estrena la obra teatral Agua que corre al mar o Paraguay, el musical, producida y dirigida por Juan Gabriel Miño. Tras dos meses de presentación, la obra vuelve a presentarse en marzo de 2015. A partir de mayo de 2015, integra la obra Bulto magno con sketchs basados en textos de Alejandro Urdapilleta y dirigida por Guillermo Cacace, presentándose en el espacio escénico "Apacheta" (Ciudad Autónoma de Buenos Aires) y más tarde en la Universidad Nacional de las Artes.

## Trayectoria profesional

### Teatro
| Período           | Producto                                     | Rol          |
| ----------------- | -------------------------------------------- | ------------ |
| 2009              | Por siempre Niní                             | Recurrente   |
| Abr/Oct 2013      | La sentencia del reloj de arena              | Protagonista |
| Junio de 2014     | La cantante calva                            | Secundario   |
| Oct 2014/Mar 2015 | Agua que corre al mar (Paraguay, el musical) | Protagonista |
| May 2015/Jul 2016 | Bulto magno                                  | Recurrente   |
| Julio/agosto 2015 | El gallinazo                                 | Recurente    |
| 2016              | Suenan chapas                                | Recurente    |
| Ago/Oct 2016      | Las hojas                                    | Recurrente   |
| 2016              | Eleven                                       | Recurrente   |
| 2016              | Tardes micheladas                            | Recurrente   |
| Enero de 2017     | Caperucita Roja, un musical en el bosque     | Secundario   |

### Web
| Año presentación | Año realización | Producto                        | Género             | Rol           | Personaje                    |
| ---------------- | --------------- | ------------------------------- | ------------------ | ------------- | ---------------------------- |
| 2010             | 2010            | La magia del amor               | Corto              | Secundario    | Padre                        |
| 2012             | 2009            | Ojos bien abiertos, el especial | Programa           | Conducción    | N/A                          |
| 2012             | 2011-2012       | Malparida, la otra historia     | Serie              | Participación | Eduardo Uribe (El Almirante) |
| 2012             | 2012            | A todo corazón                  | Programa ficcional | Protagonista  | Herminia Lazos               |
| 2012             | 2012            | Conversaciones con Herminia     | Corto              | Recurrente    | Herminia Lazos               |
| 2013             | 2011-2013       | El sacrificio                   | Corto              | Protagonista  | Eugenio                      |

### Publicidad
| Producto | Plataforma |
| -------- | ---------- |
| Quilmes  | Facebook   |

### Producción
| Año  |        | Producto     | Rol                     |
| ---- | ------ | ------------ | ----------------------- |
| 2013 | Teatro | Las prodigio | Asistente de producción |

## Galardones

### Premios Caporale
| Edición   | Producto                           | Categoría              | Resultado |
| --------- | ---------------------------------- | ---------------------- | --------- |
| 1° (2013) | A todo corazón (2012)              | Actor protagonista     | Ganador   |
| 1° (2013) | Malparida, la otra historia (2012) | Participación especial | Ganador   |
| 2° (2014) | El sacrificio (2013)               | Actor                  | Ganador   |